# Roland Szolnoki
Roland Szolnoki (Mór, 21 januari 1992) is een Hongaars voetballer die bij voorkeur als rechtervleugelverdediger speelt. In 2009 verruilde hij FC Felcsút voor Videoton FC. In 2015 debuteerde hij voor het Hongaars voetbalelftal.

## Interlandcarrière
Op 5 juni 2015 maakte Szolnoki zijn debuut voor het Hongaars voetbalelftal. In de vriendschappelijke wedstrijd tegen Litouwen speelde hij negentig minuten.
| Interlands van Roland Szolnoki voor Hongarije | Interlands van Roland Szolnoki voor Hongarije | Interlands van Roland Szolnoki voor Hongarije | Interlands van Roland Szolnoki voor Hongarije | Interlands van Roland Szolnoki voor Hongarije | Interlands van Roland Szolnoki voor Hongarije |
| №                                             | Datum                                         | Wedstrijd                                     | Uitslag                                       | Competitie                                    | Goals                                         |
| Als speler van Videoton                       | Als speler van Videoton                       | Als speler van Videoton                       | Als speler van Videoton                       | Als speler van Videoton                       | Als speler van Videoton                       |
| --------------------------------------------- | --------------------------------------------- | --------------------------------------------- | --------------------------------------------- | --------------------------------------------- | --------------------------------------------- |
| 1                                             | 5 juni 2015                                   | Hongarije – Litouwen                          | 4 – 0                                         | Vriendschappelijk                             | 0                                             |

Bijgewerkt op 6 juni 2015.